# UCI World Ranking 2010
|  | Denne artikel eller sektion om sport er forældet eller ikke opdateret. Se artiklens diskussionsside eller historik. |

UCI World Ranking 2010 er en serie med verdens højeste rangerede cykelløb. Den består af løb som indgår i UCI ProTour (UPT) og løb som i 2008 gik ud af ProTouren og ind på "den historiske kalender" (HIST). I praksis er verdenskalenderen omtrent som ProTouren i perioden 2005-2007.

## Løb
| Løb                                        | Dato            | Vinder                               | Toer                                | Tredje                              | Other points (4th place onwards)                                  | Etape point     |
| ------------------------------------------ | --------------- | ------------------------------------ | ----------------------------------- | ----------------------------------- | ----------------------------------------------------------------- | --------------- |
| Tour Down Under                            | Jan 19 – Jan 24 | André Greipel (GER) (100 pts)        | Luis León Sánchez (ESP) (80 pts)    | Greg Henderson (NZL) (70 pts)       | 60, 50, 40, 30, 20, 10, 4                                         | 6, 4, 2, 1, 1   |
| Paris–Nice                                 | Mar 7 – Mar 14  | Alberto Contador (ESP) (100 pts)     | Luis León Sánchez (ESP)† (80 pts)   | Roman Kreuziger (CZE)† (70 pts)     | 60, 50, 40, 30, 20, 10, 4                                         | 6, 4, 2, 1, 1   |
| Tirreno–Adriatico                          | Mar 10 – Mar 16 | Stefano Garzelli (ITA) (100 pts)     | Michele Scarponi (ITA) (80 pts)     | Cadel Evans (AUS) (70 pts)          | 60, 50, 40, 30, 20, 10, 4                                         | 6, 4, 2, 1, 1   |
| Milan – San Remo                           | Mar 20          | Óscar Freire (ESP) (100 pts)         | Tom Boonen (BEL) (80 pts)           | Alessandro Petacchi (ITA) (70 pts)  | 60, 50, 40, 30, 20, 10, 4                                         | N/A             |
| Volta a Catalunya                          | Mar 22 – Mar 28 | Joaquim Rodríguez (ESP) (100 pts)    | Xavier Tondó (ESP) (80 pts)         | Rein Taaramäe (EST) (70 pts)        | 60, 50, 40, 30, 20, 10, 4                                         | 6, 4, 2, 1, 1   |
| Gent–Wevelgem                              | Mar 28          | Bernhard Eisel (AUT) (80 pts)        | Sep Vanmarcke (BEL) (60 pts)        | Philippe Gilbert (BEL) (50 pts)     | 40, 30, 22, 14, 10, 6, 2                                          | N/A             |
| Flandern Rundt                             | April 4         | Fabian Cancellara (SUI) (100 pts)    | Tom Boonen (BEL) (80 pts)           | Philippe Gilbert (BEL) (70 pts)     | 60, 50, 40, 30, 20, 10, 4                                         | N/A             |
| Tour of the Basque Country                 | Apr 5 – Apr 10  | Chris Horner (USA) (100 pts)         | Beñat Intxausti (ESP)† (80 pts)     | Joaquim Rodríguez (ESP)† (70 pts)   | 60, 50, 40, 30, 20, 10, 4                                         | 6, 4, 2, 1, 1   |
| Paris–Roubaix                              | Apr 11          | Fabian Cancellara (SUI) (100 pts)    | Thor Hushovd (NOR) (80 pts)         | Juan Antonio Flecha (ESP) (70 pts)  | 60, 50, 40, 30, 20, 10, 4                                         | N/A             |
| Amstel Gold Race                           | Apr 18          | Philippe Gilbert (BEL) (80 pts)      | Ryder Hesjedal (CAN) (60 pts)       | Enrico Gasparotto (ITA) (50 pts)    | 40, 30, 22, 14, 10, 6, 2                                          | N/A             |
| La Flèche Wallonne                         | Apr 21          | Cadel Evans (AUS) (80 pts)           | Joaquim Rodríguez (ESP) (60 pts)    | Alberto Contador (ESP) (50 pts)     | 40, 30, 22, 14, 10, 6, 2                                          | N/A             |
| Liège–Bastogne–Liège                       | Apr 25          | Alexander Vinokourov (KAZ) (100 pts) | Alexandr Kolobnev (RUS) (80 pts)    | Philippe Gilbert (BEL)† (70 pts)    | 60, 50, 40, 30, 20, 10, 4                                         | N/A             |
| Romandiet Rundt                            | Apr 27 – May 2  | Simon Špilak (SLO)† (100 pts)        | Denis Menchov (RUS)† (80 pts)       | Michael Rogers (AUS)† (70 pts)      | 60, 50, 40, 30, 20, 10, 4                                         | 6, 4, 2, 1, 1   |
| Giro d'Italia                              | May 8 – May 30  | Ivan Basso (ITA) (170 pts)           | David Arroyo (ESP) (130 pts)        | Vincenzo Nibali (ITA) (100 pts)     | 90, 80, 70, 60, 52, 44, 38, 32, 26, 22 18, 14, 10, 8, 6, 4, 2     | 16, 8, 4, 2, 1  |
| Critérium du Dauphiné                      | Jun 6 – Jun 13  | Janez Brajkovič (SLO) (100 pts)      | Alberto Contador (ESP) (80 pts)     | Tejay van Garderen (USA) (70 pts)   | 60, 50, 40, 30, 20, 10, 4                                         | 6, 4, 2, 1, 1   |
| Tour de Suisse                             | Jun 12 – Jun 20 | Fränk Schleck (LUX) (100 pts)        | Lance Armstrong (USA) (80 pts)      | Jakob Fuglsang (DEN) (70 pts)       | 60, 50, 40, 30, 20, 10, 4                                         | 6, 4, 2, 1, 1   |
| Skabelon:Lande data Frakrig Tour de France | Jul 3 – Jul 25  | Andy Schleck (LUX)† (200 pts)        | Denis Menchov (RUS)† (150 pts)      | Samuel Sánchez (ESP)† (120 pts)     | 110, 100, 90, 80, 70, 60, 50, 40, 30, 24, 20, 16, 12, 10, 8, 6, 4 | 20, 10, 6, 4, 2 |
| Clásica de San Sebastián                   | Jul 31          | Luis León Sánchez (ESP) (80 pts)     | Alexander Vinokourov (KAZ) (60 pts) | Carlos Sastre (ESP) (50 pts)        | 40, 30, 22, 14, 10, 6, 2                                          | N/A             |
| Tour de Pologne                            | Aug 1 – Aug 7   | Daniel Martin (IRL) (100 pts)        | Grega Bole (SLO) (80 pts)           | Bauke Mollema (NED) (70 pts)        | 60, 50, 40, 30, 20, 10, 4                                         | 6, 4, 2, 1, 1   |
| Vattenfall Cyclassics                      | Aug 15          | Tyler Farrar (USA) (80 pts)          | Edvald Boasson Hagen (NOR) (60 pts) | André Greipel (GER) (50 pts)        | 40, 30, 22, 14, 10, 6, 2                                          | N/A             |
| Eneco Tour                                 | Aug 17 – Aug 24 | Tony Martin (GER) (100 pts)          | Koos Moerenhout (NED) (80 pts)      | Edvald Boasson Hagen (NOR) (70 pts) | 60, 50, 40, 30, 20, 10, 4                                         | 6, 4, 2, 1, 1   |
| GP Ouest-France                            | Aug 22          | Matthew Goss (AUS) (80 pts)          | Tyler Farrar (USA) (60 pts)         | Yoann Offredo (FRA) (50 pts)        | 40, 30, 22, 14, 10, 6, 2                                          | N/A             |
| Vuelta a España                            | Aug 28 – Sep 19 | Vincenzo Nibali (ITA) (170 pts)      | Ezequiel Mosquera (ESP) (130 pts)   | Peter Velits (SVK) (100 pts)        | 90, 80, 70, 60, 52, 44, 38, 32, 26, 22 18, 14, 10, 8, 6, 4, 2     | 16, 8, 4, 2, 1  |
| GP de Québec                               | Sept 10         | Thomas Voeckler (FRA) (80 pts)       | Edvald Boasson Hagen (NOR) (60 pts) | Robert Gesink (NED) (50 pts)        | 40, 30, 22, 14, 10, 6, 2                                          | N/A             |
| GP de Montréal                             | Sept 12         | Robert Gesink (NED) (80 pts)         | Peter Sagan (SVK) (60 pts)          | Ryder Hesjedal (CAN) (50 pts)       | 40, 30, 22, 14, 10, 6, 2                                          | N/A             |
| Lombardiet rundet                          | Oct 16          | Philippe Gilbert (BEL) (100 pts)     | Michele Scarponi (ITA) (80 pts)     | Pablo Lastras (ESP) (70 pts)        | 60, 50, 40, 30, 20, 10, 4                                         | N/A             |

†: Riders promoted after removal of the results of Alejandro Valverde or (in the Tour de France) of Alberto Contador

## Verdensranglisten

### Pointberegning
Pointberegningen er omtrent den samme som i UCI Protour, men pointene er fordoblet. Der gives point for samlede placering og placering på enkeltetaper. Holdene og nationernes rangering er baseret på pointene til deres fem bedste ryttere.
| Placering  | Tour de France | Giro d'Italia Vuelta a España | Milano-Sanremo Flandern Rundt Paris-Roubaix Liège-Bastogne-Liège Lombardiet Rundt Mindre etapeløb | Mindre en-dags løb |
| ---------- | -------------- | ----------------------------- | ------------------------------------------------------------------------------------------------- | ------------------ |
| Samlet     |                |                               |                                                                                                   |                    |
| 1. plads   | 200            | 170                           | 100                                                                                               | 80                 |
| 2. plads   | 150            | 130                           | 80                                                                                                | 60                 |
| 3. plads   | 120            | 100                           | 70                                                                                                | 50                 |
| 4. plads   | 110            | 90                            | 60                                                                                                | 40                 |
| 5. plads   | 100            | 80                            | 50                                                                                                | 30                 |
| 6. plads   | 90             | 70                            | 40                                                                                                | 22                 |
| 7. plads   | 80             | 60                            | 30                                                                                                | 14                 |
| 8. plads   | 70             | 52                            | 20                                                                                                | 10                 |
| 9. plads   | 60             | 44                            | 10                                                                                                | 6                  |
| 10. plads  | 50             | 38                            | 4                                                                                                 | 2                  |
| 11. plads  | 40             | 32                            |                                                                                                   |                    |
| 12. plads  | 30             | 26                            |                                                                                                   |                    |
| 13. plads  | 24             | 22                            |                                                                                                   |                    |
| 14. plads  | 20             | 18                            |                                                                                                   |                    |
| 15. plads  | 16             | 14                            |                                                                                                   |                    |
| 16. plads  | 12             | 10                            |                                                                                                   |                    |
| 17. plads  | 10             | 8                             |                                                                                                   |                    |
| 18. plads  | 8              | 6                             |                                                                                                   |                    |
| 19. plads  | 6              | 4                             |                                                                                                   |                    |
| 20. plads  | 4              | 2                             |                                                                                                   |                    |
| Etapesejre |                |                               |                                                                                                   |                    |
| 1. plads   | 20             | 16                            | 6                                                                                                 |                    |
| 2. plads   | 10             | 8                             | 4                                                                                                 |                    |
| 3. plads   | 6              | 4                             | 2                                                                                                 |                    |
| 4. plads   | 4              | 2                             | 1                                                                                                 |                    |
| 5. plads   | 2              | 1                             | 1                                                                                                 |                    |

## Stillingen
Efter Tour Down Under.

### Individuelt
|   | Navn              | Hold              | Point |
| - | ----------------- | ----------------- | ----- |
| 1 | André Greipel     | Team HTC-Columbia | 119   |
| 2 | Luis León Sánchez | Caisse d'Epargne  | 86    |
| 3 | Greg Henderson    | Team Sky          | 79    |
| 4 | Robbie McEwen     | Katusha           | 67    |
| 5 | Luke Roberts      | Team Milram       | 54    |

- 18 ryttere har taget mindst et point.

### Hold
Holdene rangeres ved at summere pointene for deres fem bedste rytterne.
|   | Hold              | Point | Fem bedste ryttere         |
| - | ----------------- | ----- | -------------------------- |
| 1 | Team HTC-Columbia | 119   | Greipel (119)              |
| 2 | Katusha           | 97    | McEwen (67), Vorganov (30) |
| 3 | Caisse d'Epargne  | 92    | Sánchez (86), Valverde (6) |

- 12 hold har mindst et point

### Nation
Nationranglisten er baseret på nationens fem bedste ryttere. 
|   | Nation     | Point | Fem bedste ryttere                                           |
| - | ---------- | ----- | ------------------------------------------------------------ |
| 1 | Australien | 175   | McEwen (67), Roberts (54), Evans (43), Sutton (6), Brown (5) |
| 2 | Tyskland   | 123   | Greipel (119), Fothen (4)                                    |
| 3 | Spanien    | 92    | Sánchez (86), Valverde (6)                                   |

- Ryttere fra 11 nationer har mindst et point.